# Nikola Babić (nogometaš)
Nikola Babić (Sveti Juraj, Senj, 5. prosinca 1905. – Zagreb, 25. listopada 1974.) bio je hrvatski nogometaš, nogometni reprezentativac. Brat je Dragutina Babića, hrvatskog nogometaša, također nogometnog reprezentativca. 
Igrao je u napadu, a u starijoj dobi je igrao na krilu ili na mjestu centarhalfa. Po struci je bio veterinar.

## Igračka karijera

### Klupska karijera
Igrao je veći dio karijere za zagrebački HAŠK, Građanski, austrijski Rapid iz Beča. Kad se vratio iz Austrije, opet je zaigrao za matični HAŠK gdje je bio kapetanom momčadi. Pretkraj karijere igrao je za zagrebačku Concordiju. Za reprezentaciju je zaigrao prvi put protiv Turske 8. travnja 1928., a zadnju protiv Portugala 3. svibnja 1932. godine. Za jugoslavensku B reprezentaciju je zaigrao zajedno s bratom Dragutinom. 
S zagrebačkim Građanskim je u sezoni 1928. osvojio naslov državnog prvaka.